# Wohn- und Wirtschaftsgebäude Frelsdorferstraße 2b

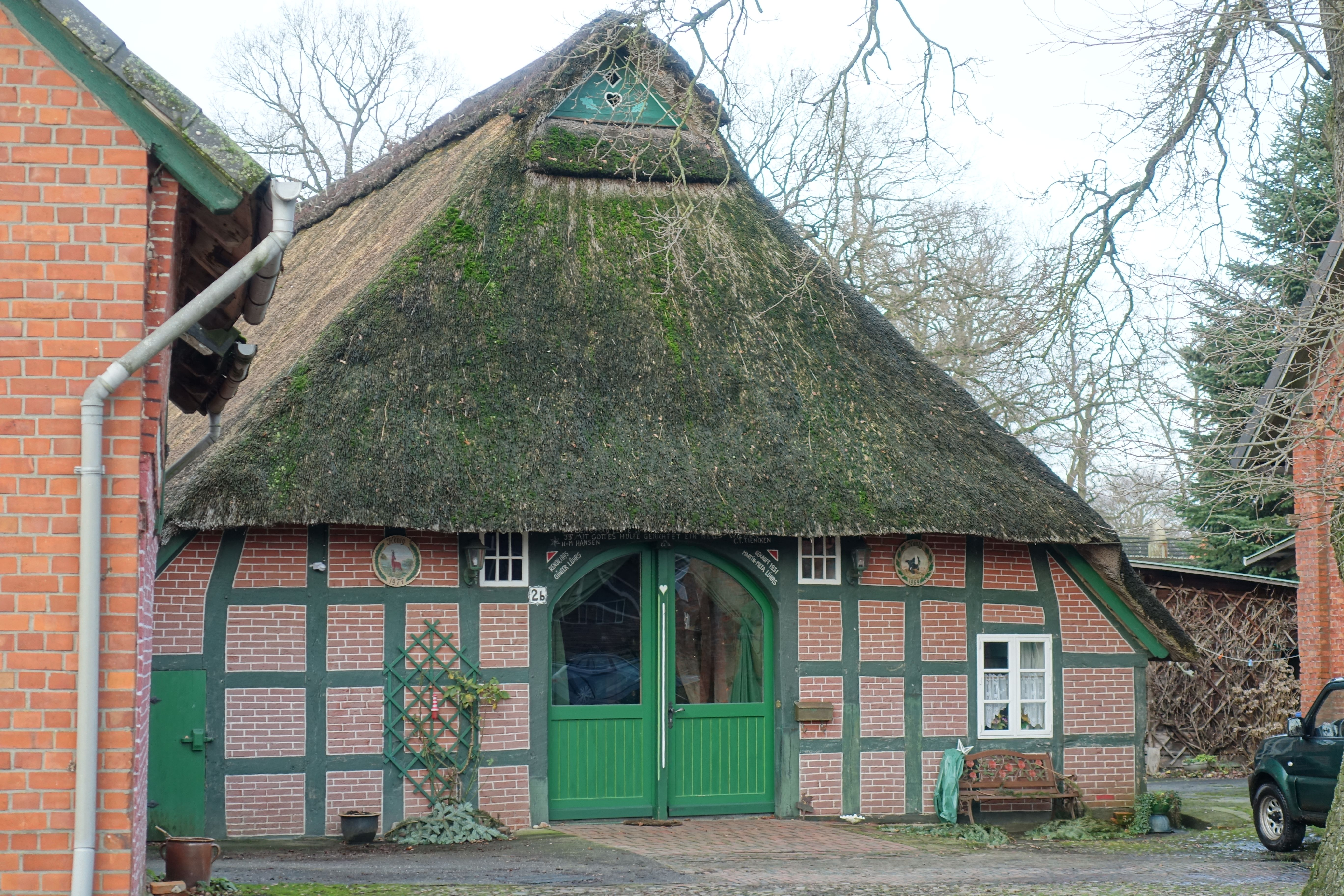
Südfassade (2023)

Das Wohn- und Wirtschaftsgebäude Frelsdorferstraße 2b in der niedersächsischen Gemeinde Beverstedt, Ortsteil Frelsdorf, im Landkreis Cuxhaven, stammt vom 19. Jahrhundert. Aktuell (2024) wird es wohl landwirtschaftlich genutzt.
Das Gebäude steht unter Denkmalschutz (siehe auch Liste der Baudenkmale in Beverstedt).

## Beschreibung
Das eingeschossige giebelständige Wohn- und Wirtschaftsgebäude, ein Zweiständer-Hallenhaus in Fachwerk mit Steinausfachungen, mit reetgedecktem Krüppelwalmdach als Niedersachsengiebel mit Uhlenloch und der Grooten Door mit Rundbogen, wurde 1870 (Inschrift) gebaut. Im Kern stammt es aus dem 18. Jahrhundert. Es wurde nach einem Brand von 1870 wiedererrichtet. Auf der Hofanlage steht ein jüngeres Gebäude von 1905 in Backstein.
Das Landesdenkmalamt befand u. a.: „… regionstypisches Hallenhaus der zweiten Hälfte des 19. Jahrhunderts in Zweiständerkonstruktion ….“